# Euproctis azela
Euproctis azela är en fjärilsart som beskrevs av Collenette 1949. Euproctis azela ingår i släktet Euproctis och familjen tofsspinnare. Inga underarter finns listade i Catalogue of Life.